# Faro del Cabo de Agua
El faro del Cabo del Agua es un faro situado en la ciudad de Cabo de Agua, La Oriental, Marruecos. Está gestionado por la autoridad portuaria y marítima del Ministère de l'équipement, du transport, de la logistique et de l'eau.

## Características
Se trata de una casa piramidal octagonal en terraza que se puso en servicio en 1946.